# Abdelmajid Ennabli
Abdelmajid Ennabli (arabe : عبد المجيد النابلي), né le 6 mars 1937, est un historien et archéologue tunisien.

## Biographie
Conservateur du site archéologique de Carthage et du musée national de Carthage durant la campagne internationale de l'Unesco destinée à sauver la cité antique (1972-1992), il est directeur de recherches à l'Institut national d'archéologie et d'art tunisien, devenu par la suite Institut national du patrimoine.
Membre de plusieurs sociétés savantes dont l'Institut archéologique allemand, il est également membre du conseil supérieur de la culture tunisienne.

## Vie privée
Il est l'époux de Liliane Ennabli, archéologue spécialisée dans la période chrétienne de Carthage.

## Distinctions
- Commandeur de l'Ordre national du Mérite (Tunisie, 2004)[6] ;
- Grand prix de l'Académie française (France, 2021)[7] ;
- Prix Serge Lancel de l'Académie des inscriptions et belles-lettres (France, 2021)[8] ;
- Prix d'Hippone de l'Académie d'Aix-Marseille (France, 2021)[9].

## Publications
- Histoire générale de la Tunisie, tome I « L'Antiquité » (avec Ammar Mahjoubi, Hédi Slim et Khaled Belkhodja), éd. Société tunisienne de diffusion, Tunis, 1968, rééd. Sud Éditions, Tunis, 2005
- La nécropole romaine de Raqqada (avec Ammar Mahjoubi et Jan Willem Salomonson), éd. Institut national d'archéologie et d'art, Tunis, 1970
- (en) Carthage. A Visit to the Ruins (avec Hédi Slim), éd. Cérès, Tunis, 1974
- Lampes chrétiennes de Tunisie : musées du Bardo et de Carthage, éd. CNRS, Paris, 1976[10]
- Pour sauver Carthage, exploration et conservation de la cité punique, romaine, byzantine [sous la dir. de], éd. UNESCO/INAA, Paris, 1992  (ISBN 978-92-3-202782-5)
- Carthage. Le site archéologique (avec Hédi Slim), éd. Cérès, Tunis, 1993  (ISBN 978-9973-700-83-4)
- Carthage retrouvée, éd. Cérès, Tunis, 1995
- Carthage : un site d'intérêt culturel et naturel, éd. Contraste, Tunis, 2009
- Carthage. Les travaux et les jours : recherches et découvertes, 1831-2016, éd. CNRS, Paris, 2020[11]